# Unterseeboot 1170
L'Unterseeboot 1170 ou U-1170 est un sous-marin allemand (U-Boot) de type VIIC/41 utilisé par la Kriegsmarine pendant la Seconde Guerre mondiale.
Le sous-marin fut commandé le 2 avril 1942 à Danzig (Danziger Werft), sa quille fut posée le 30 avril 1943, il fut lancé le 14 octobre 1943 et mis en service le 1er mars 1944, sous le commandement de l'Oberleutnant zur See Friedrich Justi.
L'U-1170 n'a, ni coulé, ni endommagé de navire n'ayant pris part à aucune patrouille de guerre.
Il fut sabordé en mai 1945.

## Conception
Unterseeboot type VII, l'U-1170 avait un déplacement de 759 tonnes en surface et 860 tonnes en plongée. Il avait une longueur hors-tout de 67,20 m, un maître-bau de 6,20 m, une hauteur de 9,60 m et un tirant d'eau de 4,74 m. Le sous-marin était propulsé par deux hélices de 1,23 m, deux moteurs diesel Germaniawerft F46 de 6 cylindres en ligne de 1 400 cv à 470 tr/min, produisant un total de 2 060 à 2 350 kW en surface et de deux moteurs électriques Siemens-Schuckert GU 343/38-8 de 375 cv à 295 tr/min, produisant un total 550 kW, en plongée. Le sous-marin avait une vitesse en surface de 17,7 nœuds (32,8 km/h) et une vitesse de 7,6 nœuds (14,1 km/h) en plongée. Immergé, il avait un rayon d'action de 80 milles marins (150 km) à 4 nœuds (7,4 km/h; 4,6 milles par heure) et pouvait atteindre une profondeur de 230 m. En surface son rayon d'action était de 8 500 milles nautiques (soit 15 700 km) à 10 nœuds (19 km/h).
L'U-1170 était équipé de cinq tubes lance-torpilles de 53,3 cm (quatre montés à l'avant et un à l'arrière) et embarquait quatorze torpilles. Il était équipé d'un canon de 8,8 cm SK C/35 (220 coups), d'un canon de 20 mm Flak C30 en affût antiaérien et d'un canon 37 mm Flak M/42 qui tire à 15 350 mètres avec une cadence théorique de 50 coups par minute. Il pouvait transporter 26 mines TMA ou 39 mines TMB. Son équipage comprenait 4 officiers et 40 à 56 sous-mariniers.

## Historique
Il reçut sa formation de base au sein de la 8. Unterseebootsflottille et dans la 33. Unterseebootsflottille.
Étant toujours en formation à la fin de la guerre, il n’a jamais pris part à une patrouille ou à un combat.
L'U-1170 est sabordé par son équipage le 2 mai 1945 à Travemünde, à la position 53° 59′ N, 10° 56′ E, répondant à l’ordre lancé de l’Amiral Dönitz pour l’Opération Regenbogen.

## Affectations
- 8. Unterseebootsflottille du 1er mars 1944 au 30 septembre 1944 (Période de formation).
- 33. Unterseebootsflottille du 1er octobre 1944 au 2 mai 1945 (Unité combattante).

## Commandement
- Kapitänleutnant Friedrich Justi du 1er mars 1944 au 2 mai 1945.